# タバニティ・ソー・ジーンズ
タバニティ・ソー・ジーンズ（英文表記:Taverniti So Jeans）は、2005年に米ロサンゼルスでデビューしたジーンズがメインのファッションブランド。

## 沿革
2005年春、フランス出身のジミー・タバニティとジミーの親友であるサッソーン・ジーンズ創業者ポール・ゲスの二人で創業。ジミーはヤヌークのトップデザイナーであるベン・タバニティの息子であり、社名の「ソー」は息子という意味である。
流行を取り入れたモード感のあるジーンズは加工にアメリカ空軍のアーミーパッチを使用。ヨーロッパらしさを前面に出したジーンズを現在はアメリカ、ヨーロッパ、日本で販売している。